# Національний парк Кагуан
Національний парк Каґуан (ісп. Parque Nacional Caguanes) — національний парк на Кубі. Він розташований у муніципалітеті Ягуаджай у північній частині провінції Санкті-Спірітус, на північному (атлантичному) узбережжі Куби.
Установлено, навколо півострова Каґуан і включає в себе 10 невеликих мілин (Кайос-де-П'єдра), які охоплюють в затоці Буена-Віста (Рамсарська конвенція, місце), а також болота Гуаябера та мангри. Парк займає площу 204,87 км2 (79,10 миля2).

## Збереження
Прибережний ландшафт характеризується печерами, арками та нішами, що відкриваються до моря. Усього в цьому районі було пронумеровано 79 печер.
Екосистема складається з більш ніж 200 видів, 24 з них — ендеміки. 112 видів птахів гніздяться в болоті та прибережній зоні. У печері Трес-Доліна є велика популяція кажанів-марипоса. Тут зареєстровано зменшення кількості мігруючих водних птахів (косарів, фламінго, пеліканів), що гніздяться на болотах. Закриття трьох цукрових заводів зменшило забруднення в болотах і затоках, і з 2007 року їхня кількість зростала.
Тут також збережено 35 археологічних пам'яток, більшість із яких являють мешканців печер. Печерні фрески можна знайти в частково затопленій системі печер.